# Pinanaca
Los Pinanaca fueron una tribu, probablemente coahuilteca que merodeaba entre Chihuahua, Coahuila y la Meseta de Edwards.
Según los registros, esta tribu, que era nómada ya que en 1674, se descubrió al noreste de Coahuila y parte de Texas, en 1687 aparece acampando en una aldea de la etnia de los Cabezas y en 1693 se ubicaron entre Coahuila y Chihuahua.
Sobrevivieron en Coahuila por lo menos hasta 1762.